# 汪佳男
汪佳男（Wang Jianan，1983年1月20日—），自中國轉籍至剛果共和國的乒乓球運動員。他出生於河北省保定市，原效力於河北隊。他曾代表刚果共和国参加2016年夏季奥林匹克运动会。